# TAKEONE COMPANY
테이크원컴퍼니(영어 : TAKEONE COMPANY)는 2016년 창업된 게임 제작사로 영상 콘텐츠의 대중성과 접근성, 게임의 양방향성과 수익성을 결합한 시네마틱 게임을 제작하는 회사로, 국내 최초로 100% 영상이 활용된 시네마틱 게임인 '도시를 품다'를 만들었다.      
2019년 6월 BTS의 실사 영상을 활용한 시네마틱 모바일 게임 ‘BTS월드’를 출시했다. BTS월드는 글로벌 176개국에 출시되어 아이돌IP게임 사상 최다 매출을 기록하였으며, 영국 골든 조이스틱 어워즈에서 '2019 올해의 모바일 게임상'을 수상했다. BTS의 실사형 콘텐츠를 활용한 인터랙티브형 게임 장르로 높은 IP 이해도와 실사형 콘텐츠 활용 기술이 특징이다. BTS월드 게임의 OST인 'BTS WORLD'는 빌보드 월드 앨범 차트에서 14위를 기록하며 인기를 끌었다.     
2020년 4월 시리즈C 투자 유치에 성공했으며, 2020년 7월 중소기업벤처부 예비유니콘 특별 보증 지원 기업으로 선정된 바 있다.  
차기작으로 유명 아이돌을 활용한 글로벌 콘텐츠 게임을 출시할 예정이며, 인기 캐릭터 '뿌까'를 활용한 게임을 제작한다는 소식을 발표했다.2021년 2월에는 자체 제작 드라마 ‘루카: 더 비기닝’(김래원, 이다희 주연)이 tvN에서 방영됐으며, 같은 달 스토리위즈, 안전가옥과 함께 영화 공동 개발 협약을 체결했다.  
최근에는 신성장동력 확보를 위해 NFT(대체불가능토큰) 사업도 추진 중이다. 회사는 글로벌 NFT 프로젝트 추진을 위해 ‘지금 우리 학교는’의 제작사 필름몬스터, EBS 애니메이션 ‘두다다쿵’의 제작사 아이스크림스튜디오와 업무 협약을 맺었다. 
테이크원컴퍼니는 좀비를 테마로 한 NFT 프로젝트를 추진 중이며, 프로젝트 명은 '좀비컬쳐클럽(Zombie Culture Club, 이하 ZCC)'다. ‘파괴되어 가는 지구의 환경을 살리기 위해 인류를 좀비화 시킨다’는 다소 역발상적인 좀비 세계관을 가지고 있으며, 좀비가 지구를 위해 인류를 좀비화 시키고 그들만의 문화를 즐기는 과정을 주제로 한다.                      
한편, 테이크원컴퍼니는 게임 제작과 함께 영화, 드라마, 웹툰, 웹소설, 캐릭터 등의 콘텐츠 제작을 하고 있었으나, 2021년 콘텐츠IP 사업분야를 물적분할한 테이크원스튜디오를 설립하였다.      
테이크원스튜디오는 영화·드라마 등 영상, 웹툰·웹소설, 캐릭터·애니메이션 등 장르별 3개 본부로 구성되어 있으며, 20여개의 신규 웹툰과 현재 보유한 40여개의 영상, 웹툰, 캐릭터 등의 원천 IP로 글로벌 콘텐츠 시장 공략하고 있다. 또한 테이크원스튜디오는 지난달 100억원 규모의 시리즈A 투자 유치에도 성공했다